# Řez na korunku
Řez na korunku je jedním z druhů řezu ovocných dřevin. 
Spočívá v tom, že je standardní špičák seříznut na předepsanou výšku, k níž se naštěpované rostlině připočítá šest pupenů a výhon se seřízne bezprostředně nad nejvyšším (šestým) pupenem. Výška se měří lehkými latěmi nebo tenkými tyčemi. Pod korunkou se vyslepí dva až tři pupeny, aby se koruna při zaštipování obrostu odlišila. Obrost na kmínku se vyholuje.
Základní kulovité koruny jsou zakládány na 3-4 postranní kosterní větve. Terminál chybí u kotlovité koruny, například u broskví. Stromky se založenou korunou mohou být expedovány obvykle v následném roce po očkování. Po vyrašení pupenů se kmínek zdrhne rukavicí (do 15. 8.). Pokud je korunka neúplná, koncem května až začátkem června zkrátíme vrchní postranní větve na dvouoké čípky. 